# Asnelles
Asnelles és un municipi francès situat al departament de Calvados i a la regió de Normandia. L'any 2007 tenia 588 habitants.

## Demografia

### Població
El 2007 la població de fet d'Asnelles era de 588 persones. Hi havia 256 famílies de les quals 84 eren unipersonals (24 homes vivint sols i 60 dones vivint soles), 92 parelles sense fills, 64 parelles amb fills i 16 famílies monoparentals amb fills.
La població ha evolucionat segons el següent gràfic:
Habitants censats

### Habitatges
El 2007 hi havia 837 habitatges, 264 eren l'habitatge principal de la família, 548 eren segones residències i 26 estaven desocupats. 643 eren cases i 61 eren apartaments. Dels 264 habitatges principals, 178 estaven ocupats pels seus propietaris, 68 estaven llogats i ocupats pels llogaters i 18 estaven cedits a títol gratuït; 8 tenien una cambra, 18 en tenien dues, 65 en tenien tres, 62 en tenien quatre i 111 en tenien cinc o més. 180 habitatges disposaven pel capbaix d'una plaça de pàrquing. A 135 habitatges hi havia un automòbil i a 97 n'hi havia dos o més.

### Piràmide de població
La piràmide de població per edats i sexe el 2009 era:
| Homes | Edats   | Dones |
| ----- | ------- | ----- |
| 0     | 95 o +  | 0     |
| 0     | 90 a 94 | 4     |
| 0     | 85 a 89 | 4     |
| 4     | 80 a 84 | 12    |
| 24    | 75 a 79 | 24    |
| 4     | 70 a 74 | 12    |
| 28    | 65 a 69 | 20    |
| 20    | 60 a 64 | 24    |
| 8     | 55 a 59 | 16    |
| 28    | 50 a 54 | 16    |
| 16    | 45 a 49 | 20    |
| 36    | 40 a 44 | 32    |
| 16    | 35 a 39 | 24    |
| 4     | 30 a 34 | 12    |
| 12    | 25 a 29 | 8     |
| 12    | 20 a 24 | 0     |
| 16    | 15 a 19 | 24    |
| 16    | 10 a 14 | 36    |
| 16    | 5 a 9   | 8     |
| 12    | 0 a 4   | 4     |

## Economia
El 2007 la població en edat de treballar era de 357 persones, 236 eren actives i 121 eren inactives. De les 236 persones actives 206 estaven ocupades (114 homes i 92 dones) i 30 estaven aturades (10 homes i 20 dones). De les 121 persones inactives 56 estaven jubilades, 29 estaven estudiant i 36 estaven classificades com a «altres inactius».

### Ingressos
El 2009 a Asnelles hi havia 286 unitats fiscals que integraven 638 persones, la mediana anual d'ingressos fiscals per persona era de 17.053 €.

### Activitats econòmiques
Dels 31 establiments que hi havia el 2007, 1 era d'una empresa alimentària, 1 d'una empresa de fabricació d'altres productes industrials, 3 d'empreses de construcció, 5 d'empreses de comerç i reparació d'automòbils, 2 d'empreses de transport, 9 d'empreses d'hostatgeria i restauració, 3 d'empreses financeres, 1 d'una empresa immobiliària, 2 d'empreses de serveis i 4 d'empreses classificades com a «altres activitats de serveis».
Dels 9 establiments de servei als particulars que hi havia el 2009, 1 era una oficina de correu, 1 taller de reparació d'automòbils i de material agrícola, 1 guixaire pintor, 2 lampisteries, 1 perruqueria i 3 restaurants.
Dels 3 establiments comercials que hi havia el 2009, 1 era una botiga de menys de 120 m², 1 una fleca i 1 una botiga de mobles.

## Equipaments sanitaris i escolars
El 2009 hi havia una escola elemental integrada dins d'un grup escolar amb les comunes properes formant una escola dispersa.

## Poblacions més properes
El següent diagrama mostra les poblacions més properes.